# Gertrude Duby-Blom
Gertrude "Trudi" Duby-Blom, född 7 juli 1901 i Wimmis i Schweiz, död 23 december 1993 i San Cristóbal de las Casas i Chiapas i Mexiko, var en schweizisk journalist, socialantropolog och fotograf som dokumenterade mayakulturen i södra Mexiko.
Duby-Blom tillbringad fem sekel i Mexiko och fotograferade främst  mayafolket lacandoner i delstaten Chiapas. Hon var också en föregångare inom miljörörelsen och kämpade för att bevara regnskogen.

## Biografi
Gertrude Duby-Blom föddes i kantonen Bern som dotter till prästen Otto Lörtscher. Hon utbildade sig i Wimmis och Bern, läste hortikultur i Niederlenz och tog examen i socialt arbete i Zürich. År 1925 gifte hon sig med advokaten Kurt Düby, som hon skiljde sig från fem år senare, och fick arbete inom tyska SDP. Under andra världskriget var Gertrude Duby-Blom journalist och antifascistisk organisatör och 1940 emigrerade hon till Mexiko.
År 1943 deltog hon i en mexikansk expedition till det legendariska mayafolket lacandoner som levde djupt inne i regnskogen i Chiapas. Lacandonerna besegrades aldrig av spanjorerna och hade nästan ingen kontakt med omvärlden. Gertrude Duby-Blom lyckades fotografera dem och skrev om dem i en bok som hon illustrerade med egna fotografier.

På sin andra expedition till lacandonerna träffade hon den danska arkeologen och kartografen Frans Blom som letade efter ruinstaden  Bonampak. De gifte sig 1944 och deltog tillsammans i flera expeditioner.

## Casa Na Bolom

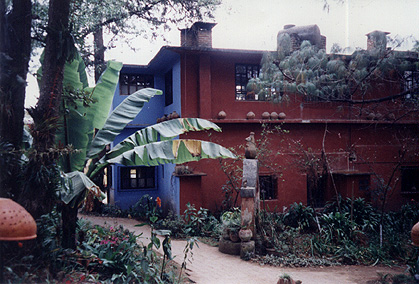
Casa Na Bolom.

År 1951 flyttade makarna till San Cristobal de las Casas där de bosatte sig i ett tidigare kloster som de renoverade och kallade Casa Na Bolom (jaguarens hus). De finansierade sina expeditioner genom att ta emot betalande matgäster i hemmet. Casa Na Bolom utvecklades efterhand till ett gästgiveri som fick besök från hela världen, bland annat av arkeologer från USA och kända personer som den mexikanska målaren Diego Rivera och den amerikanska politikern, och senare utrikesministern Henry Kissinger.
Fram till Frans Bloms död 1963 reste paret på expeditioner in i djungeln för att utforska mayaruinerna. Duby-Blom blev känd för sina bilder av mayanerna och hon etablerade ett permanent läger i Naja där lacandonernas spirituella ledare, Chan K'in Viejo, bodde.
Parets hem är idag ett kulturellt forskningscenter och museum med uppgift att skydda lacandonerna och bevara regnskogen i Chiapas.

## Miljökamp
Skövlingen av regnskogen Selva Lacandona och invandringen till området fick Duby-Blom att bli en av 1970-talets första miljöaktivister. Hon reste runt i världen och höll föredrag och visade sina bilder från regnskogen. På tre språk skrev hon hundratals artiklar i protest mot den mexikanska regeringen.
År 1975 grundade hon plantskolan El Vivero som än idag levererar gratis trädplantor för återplantering av regnskogen. Boken Gertrude Blom – Bearing Witness med hennes fotografier och essäer utgavs 1983 av The Center for Documentary Photography vid Duke University. Där skriver hon bland annat:
| ” | Om mänskligheten fortsätter att missbruka jordklotet som idag kommer påverkan snart att bli värre än förstörelsen efter en atombomb. | „ |

På uppmaning av vänner och bekymrade medborgare bildade hon i slutet av 1980-talet  organisationen La Asociación Cultural Na Bolom A.C. som fortsätter hennes arbete.